# Subtropisch zwemparadijs

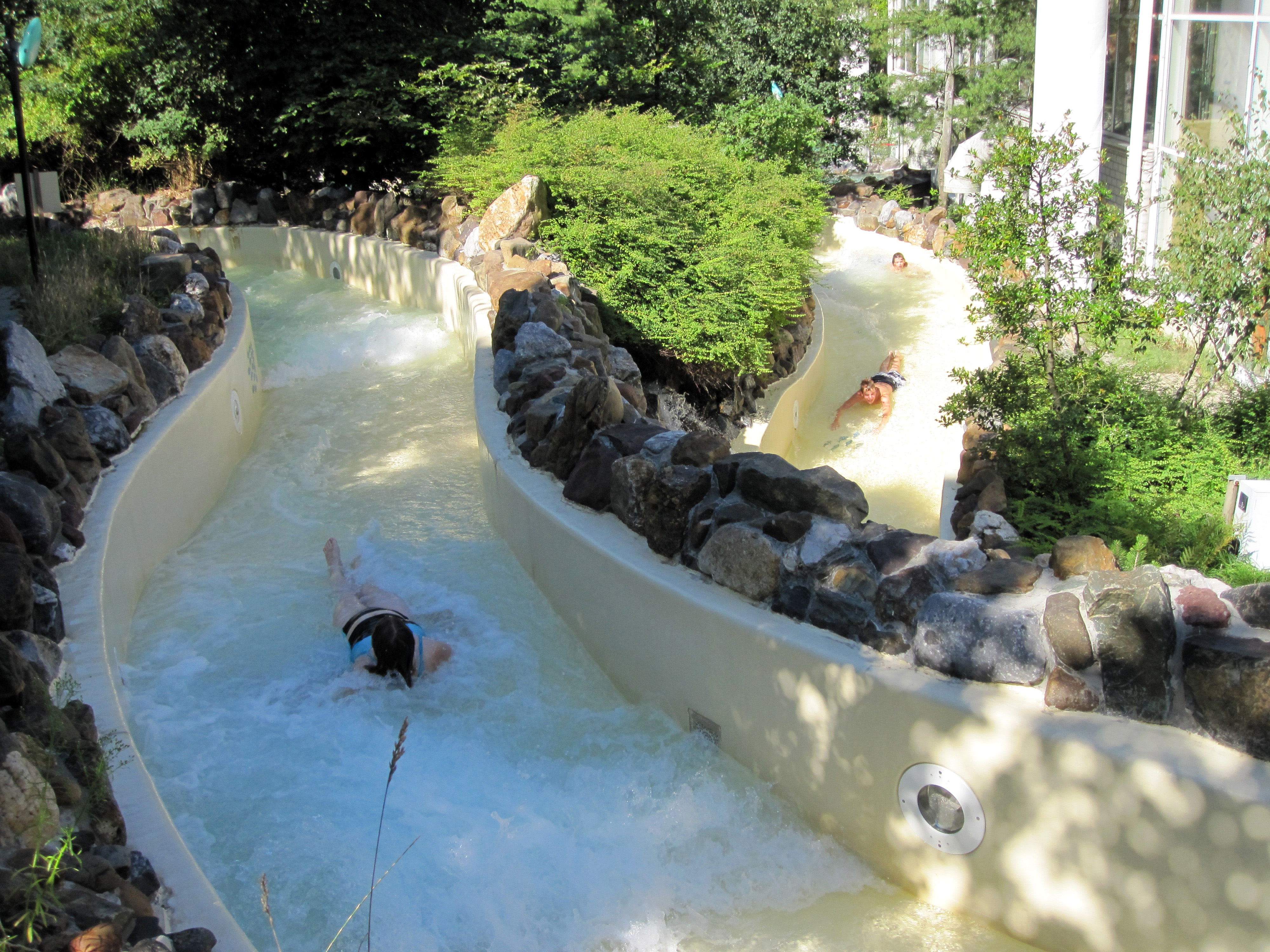
Wildwaterbaan in Center Parcs park Erperheide

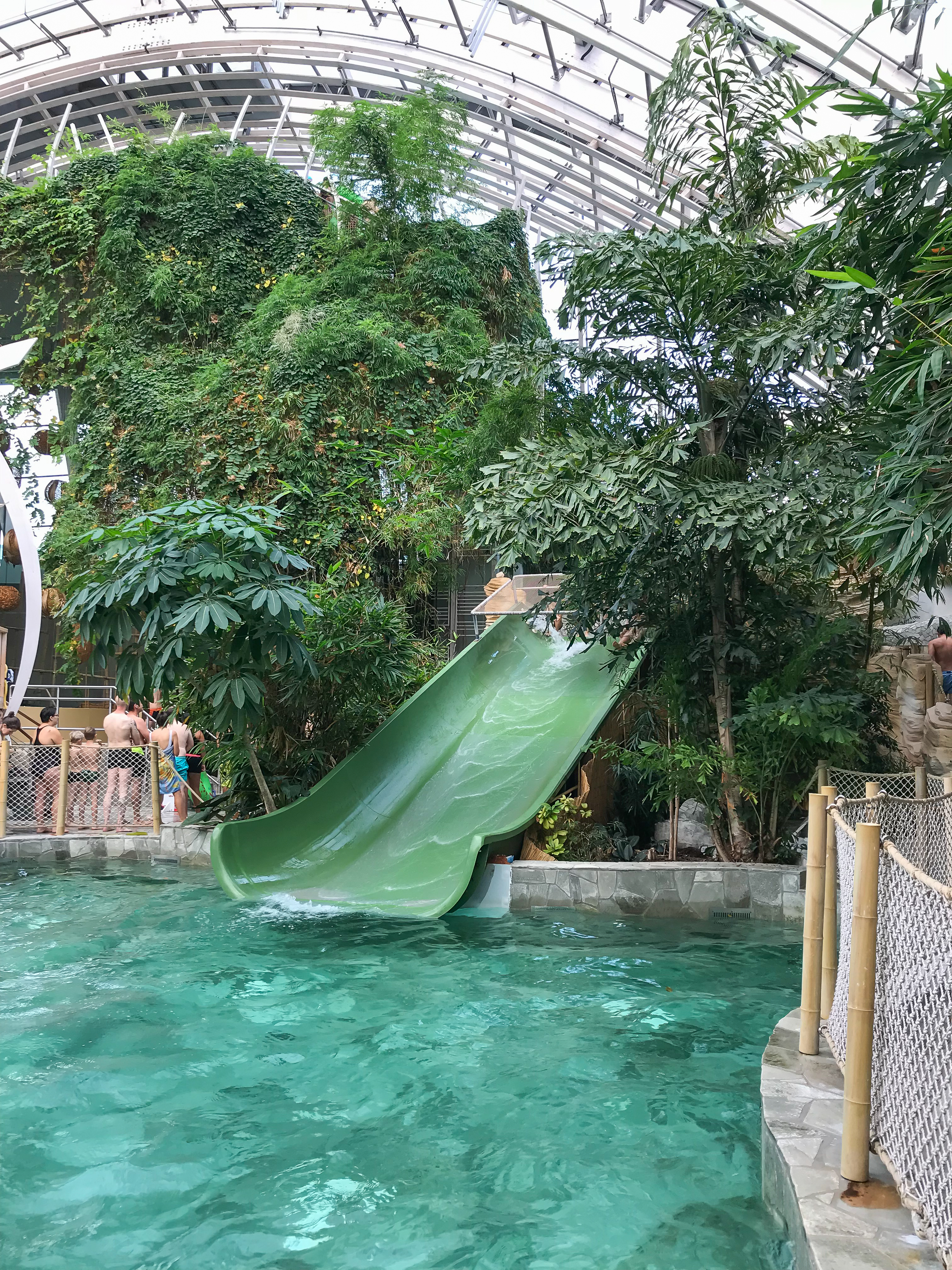
Waterglijbaan in Center Parcs park Les Trois Forêts

Een subtropisch zwemparadijs is een benaming voor een uitgebreid recreatief zwembad met doorgaans warmer water en een warmere luchttemperatuur dan normale zwembaden. De benaming zelf komt voort uit de marketing van onder andere vakantieparken van Center Parcs en Sunparks.
In tegenstelling tot traditionele zwembaden is het "baantjeszwemmen" van ondergeschikt belang of zelfs niet mogelijk. Veel zwemparadijzen beschikken over waterglijbanen, wildwaterbanen, whirlpools, mogelijkheden tot snorkelen, een golfgenerator en andere attracties.
Voorbeelden van subtropische zwemparadijzen zijn:
- Aqua Mundo in het Belgische bungalowpark Erperheide.
- Aqua Mundo in het Franse vakantiepark Les Trois Forêts.
- Disney's Typhoon Lagoon in het Walt Disney World Resort in Lake Buena Vista, Florida.
- Het voormalige Hanzebad te Zwolle.
- Mosaqua te Gulpen (1992-2024).[1]
- De Seagaia Ocean Dome te Tokio.
- Het Splash and Fun Water Park in Malta.
- Het voormalige Tropicana te Rotterdam.
- Het voormalige Aqua Plaza bij Nes op Ameland
- Zwemparadijs Blue Lagoon in sportcomplex De Scheg te Deventer.
- Zwembad Malkander te Apeldoorn.